# Konstantin Schmidt von Knobelsdorf
Konstantin Schmidt von Knobelsdorf (Fráncfort del Óder, 13 de diciembre de 1860 - Glücksburg, 1 de septiembre de 1936) fue un oficial militar prusiano, y un general en la Primera Guerra Mundial.
Se unió al Ejército alemán a la edad de 18 años. Para 1912 era Mayor General y Oberquartiermeister del Estado Mayor General alemán. En 1914 fue promovido a Teniente General.
Al estallar la I Guerra Mundial, se convirtió en Jefe del Estado Mayor del 5.º Ejército alemán, que formalmente estaba liderado por el Príncipe de la Corona Guillermo de Alemania. Pero el Príncipe de la Corona tenía solo treinta y dos años y nunca había comandado una unidad mayor que un regimiento, y por lo tanto fue ordenado por su padre el emperador seguir siempre el consejo de su experimentado Jefe de Estado Mayor.
Schmidt von Knobelsdorf era uno de los principales arquitectos del plan de lanzar un importante ataque contra los franceses en Verdún en febrero de 1916. Como líder de facto del 5.º Ejército, también fue Schmidt von Knobelsdorf quien dirigió el ataque y quien presionó por la victoria a cualquier precio. Esto condujo a varios conflictos con el Príncipe de la Corona. Cuando los ataques no proporcionaron los resultados esperados, Schmidt von Knobelsdorf fue compensado con la Pour le Mérite con Hojas de Roble el 21 de agosto de 1916, y fue trasladado al mando del X Cuerpo en el frente oriental. Como Jefe de Estado Mayor del 5.º Ejército, fue remplazado por Walther von Lüttwitz.
Hasta el fin de la guerra, permaneció como comandante del X Cuerpo, que fue trasladado al frente occidental para finales de 1916. Fue promovido a General de Infantería justo antes del Armisticio. Schmidt von Knobelsdorf se retiró del Ejército el 30 de septiembre de 1919.